# Filmanalyse
Die Filmanalyse ist die wissenschaftliche Untersuchung eines Filmes oder einer Filmgruppe mit Hilfe von festgelegten Werkzeugen und Methoden. Die Filmanalyse wird auch auf andere audiovisuelle Medien wie etwa das Fernsehen (Fernsehanalyse) angewandt und ist eine Methode der Filmwissenschaft.

## Definition
Die Filmanalyse ist kein überdisziplinär gleich definierter Begriff oder Methode. Die unterschiedlichen Fragestellungen der Wissenschaftsbereiche entwickelten unterschiedliche Werkzeuge und Methoden der Filmanalyse. Ihnen gemein ist eine wissenschaftliche Herangehensweise an das Medium Film, indem der Untersuchungsgegenstand zunächst aufgelöst und in seinen Bestandteilen betrachtet, darauf strukturiert, untersucht und ausgewertet wird. Erst diese intensive, systematische Auseinandersetzung mit Film lässt eine nachvollziehbare Analyse und Interpretation zu. Die endgültige Analyse belässt es jedoch nicht bei einer separaten Betrachtung von Bild, gesprochenem Text, Montage etc., sondern muss dem Filmganzen gerecht werden, das diese unterschiedlichen Ebenen zusammenführt.
Die verschiedenen Arten von Filmanalyse verbindet die Benutzung von etablierten Werkzeugen wie z. B. das Einstellungsprotokoll zur Untersuchung von Aspekten der filmischen Feinstruktur.

## Geschichte
Die Verbreitung und immer größere Gewichtung des Films im Alltag des frühen 20. Jahrhunderts brachte eine Auseinandersetzung mit Film in wissenschaftlichen Arbeiten mit sich. Die Sammlung von wissenschaftlichen Theorien und praktischer Auseinandersetzung zum Film als interdisziplinäre Filmtheorie bildet den Grundstein der Filmanalyse durch Schaffung von Begrifflichkeiten, interpretatorischer Ansätze und in der Vorarbeit durch Untersuchung verschiedener Aspekte des Films.(, S. 26)
Ab den 1960er Jahren entwickeln sich verschiedene Ansätze der Filmanalyse, die in ihren Methodiken und ihren Fragestellungen stark von den einzelnen Disziplinen geprägt sind. Frühe Formen der Filmanalyse in Deutschland werden von der Literaturwissenschaft (Inhaltsanalyse) und den Sozialwissenschaften (Untersuchungsmethoden und Fragestellungen) geprägt. Ein interdisziplinärer Diskurs entsteht in den 1970er Jahren, an dem sich neben den bereits genannten auch weitere Wissenschaften beteiligen. Das große Spektrum der Ansätze beschreibt Michael Schaaf 1980, indem er zwölf Typen der Filmanalyse vorstellt (soziologische, strukturalistische, filmhistorische, filmografische, morphologische, marxistische, genetische, psychologische und statistische Analyse, Aussagenanalyse, Bedeutungsanalyse und Inhaltsanalyse).
Neben der Filmanalyse haben sich die Filmkritik als journalistische und zumeist oberflächliche, weil auf Handlung, Schauspieler und Showwerte reduzierte und unter Zeitdruck entstandene, Auseinandersetzung und die Filminterpretation entwickelt, die vor allem durch Literatur- und Kunstwissenschaften geprägt wurde.(, S. 26)

## Methoden der Filmanalyse
- Transkription mit Untersuchung der …
  - Filmstruktur
  - Kamera-,
  - Musik-,
- Montage-, Farb- und andere filmische Strategien
  - Zuschauer- und Spannungslenkung
  - Filmübergreifende Muster in Genrefilmen oder Filmographien
- Untersuchung der Wirkungsdimensionen
  - Filmrealität (Was passiert im Film?)
  - Bedingungsrealität (Wie/Wo/Warum/Durch wen ist der Film entstanden? )
  - Bezugsrealität (Auf welche realen Hintergründe bezieht sich der Film? Wie stellt er dies dar?)
  - Wirkungsrealität (Wie wird/wurde der Film vom Publikum aufgenommen?)

## Arten der Filmanalyse

### Empirisch-sozialwissenschaftliche Filmanalyse
Der auf soziologische Methodik ausgerichtete Ansatz nach Gerd Albrecht ist vor allem bemüht die flüchtigen Eindrücke eines Filmerlebnisses durch quantitative Daten zu überprüfen. So werden die durch Transkription ermittelten Daten durch statistische Methoden aufgearbeitet und dienen zur Überprüfung vorangegangener Fragestellungen und Hypothesen. Ziel ist eine objektiv überprüfbare Analyse und die Erweiterung der Erkenntnisse über Methoden und Wirkung der Filmkunst.(, S. 31 f)

### Systematische Filmanalyse
Eine interdisziplinäre Herangehensweise der Filmanalyse stellt die systematische Filmanalyse dar. Sie setzt zunächst die Transkription als absolut notwendiges Analysegerüst voraus. Darüber hinaus wird eine der Fragestellung entsprechende Auseinandersetzung mit vier die Rezeption beeinflussenden Analysedimensionen (Filmrealität, Bedingungsrealität, Bezugsrealität und Wirkungsrealität) verlangt. Diese Sammlung quantitativer und qualitativer Daten und die Zitierfähigkeit und strukturelle Untersuchung filmischer Inhalte bilden die Grundlage für die nachfolgende Analyse.

### Psychoanalytische Filminterpretation
Ebenfalls interdisziplinär und ausgehend von der individuellen Zuschauererfahrung untersucht die Filmpsychoanalyse einzelne Werke oder ganze Genres hinsichtlich ihrer unbewussten Filmwirkung. Sie geht von der systematischen Sicherung der Sichtungserfahrung sowie ihrer Bearbeitung in Gruppenprozessen und in Publikumsdiskussionen aus. In einem zweiten Schritt wird der Film detailliert auf die Momente hin untersucht, welche die beobachteten Sichtungserfahrungen auslösen; dabei werden sowohl die rekursive Werkbetrachtung als auch die systematische Einbeziehung von Befunden der Filmwissenschaft genutzt. Ziel ist es, die Wirkung des Werks auf das Unbewusste der Zuschauer aufzuzeigen.